# 1. Līga 2009
La 1. Līga 2009 è stata la 18ª edizione della seconda divisione del calcio lettone dalla ritrovata indipendenza. Il Jelgava ha vinto il campionato, ottenendo la promozione in massima serie.

## Stagione

### Novità
Il campionato era composto da 14 squadre, anziché 15. Oltre al Daugava Riga, che aveva vinto il campionato fu promosso anche il Tranzit che aveva perso lo spareggio promozione, mentre l'Olimps, che era stato retrocesso, fu ripescato. Tutto ciò a causa delle defezioni del Daugava Daugavpils e del FK Riga, che si fusero rispettivamente con Dinaburg e lo stesso Olimps. Di conseguenza il Daugava Daugavpils divenne formazione riserve del Dinaburg, iscrivendo in 1. Līga; anche lo Skonto iscrisse la propria squadra riserve. Queste tre formazioni, come da tradizione, non potevano essere promosse in massima serie.
Il Kauguri/Multibanka fu rinominato FC Jūrmala, mentre dalla seconda serie furono promosse e Kauguri-PBLC e Preiļu BJSS; lo Zibens/Zemessardze non si iscrisse.

### Formula
Le quattordici squadre partecipanti si affrontavano in turni di andata e ritorno per un totale di 26 incontri per squadra. La formazione prima classificata era promossa in Virslīga 2010, la seconda effettuava uno spareggio con al penultima di Virslīga 2009, mentre le ultime classificate erano retrocesse in 2. Līga.
Erano assegnati tre punti per la vittoria, uno per il pareggio e zero per la sconfitta. In caso di arrivo in parità si teneva conto della classifica avulsa.

## Squadre partecipanti
| Club                | Città      | Stagione precedente                                                                  |
| ------------------- | ---------- | ------------------------------------------------------------------------------------ |
| Auda Ķekava         | Rīga       | 6° in 1. Līga                                                                        |
| Daugava             | Daugavpils | 5° in Virslīga, non iscritto per problemi economici, formazione riserve del Dinaburg |
| Jaunība Rīga        | Rīga       | 6° in 1. Līga                                                                        |
| Jēkabpils           | Jēkabpils  | 9° in 1. Līga                                                                        |
| Jelgava             | Jelgava    | 4° in 1. Līga                                                                        |
| Jūrmala             | Jūrmala    | 13° in 1. Līga                                                                       |
| Kauguri/PBLC        | Jūrmala    | 1° in 2. Līga, promosso                                                              |
| Metalurgs Liepāja-2 | Liepāja    | 10° in 1. Līga                                                                       |
| Metta/LU            | Rīga       | 5° in 1. Līga                                                                        |
| Preiļu              | Preiļu     | 2° in 2. Līga, promosso                                                              |
| Skonto-2            | Riga       | Non iscritto                                                                         |
| Spartaks Jūrmala    | Jūrmala    | 11° in 1. Līga                                                                       |
| Tukums 2000         | Tukums     | 12° in 1. Līga                                                                       |
| Valmiera            | Valmiera   | 7° in 1. Līga                                                                        |

## Classifica finale
|  | Pos. | Squadra             | Pt | G  | V  | N | P  | GF | GS | DR  |
|  | ---- | ------------------- | -- | -- | -- | - | -- | -- | -- | --- |
|  | 1.   | Jelgava             | 62 | 26 | 19 | 5 | 2  | 57 | 21 | +36 |
|  | 2.   | Jaunība Rīga        | 60 | 26 | 18 | 6 | 2  | 59 | 24 | +35 |
|  | 3.   | Metalurgs Liepāja-2 | 56 | 26 | 18 | 2 | 6  | 65 | 30 | +35 |
|  | 4.   | Jūrmala             | 50 | 26 | 15 | 5 | 6  | 46 | 18 | +28 |
|  | 5.   | Kauguri             | 48 | 26 | 14 | 6 | 6  | 66 | 40 | +26 |
|  | 6.   | Metta/LU            | 45 | 26 | 13 | 6 | 7  | 47 | 19 | +28 |
|  | 7.   | Auda Ķekava         | 37 | 26 | 10 | 7 | 9  | 45 | 33 | +12 |
|  | 8.   | Skonto-2            | 34 | 26 | 10 | 4 | 12 | 36 | 38 | -2  |
|  | 9.   | Daugava             | 34 | 26 | 9  | 7 | 10 | 38 | 43 | -5  |
|  | 10.  | Tukums 2000         | 27 | 26 | 8  | 3 | 15 | 42 | 55 | -13 |
|  | 11.  | Valmiera            | 23 | 26 | 6  | 5 | 15 | 26 | 51 | -25 |
|  | 12.  | Spartaks Jūrmala    | 14 | 26 | 4  | 2 | 20 | 26 | 70 | -44 |
|  | 13.  | Preiļu              | 11 | 26 | 2  | 5 | 19 | 26 | 87 | -61 |
|  | 14.  | Jēkabpils           | 11 | 26 | 2  | 5 | 19 | 25 | 75 | -50 |

## Verdetti finali
- Jelgava promosso in Virslīga 2010.
- Jaunība Rīga ammesso allo Spareggio promozione, in seguito promosso.
- Jēkabpils e Jēkabpils retrocessi in 2. Līga.